# Croton tarapotensis
Espèce
Croton tarapotensis est une espèce de plantes à fleurs du genre Croton et de la famille des Euphorbiaceae, présente à l'est du Pérou.
Il a pour synonyme :
- Oxydectes tarapotensis, (Müll.Arg.) Kuntze